# Zaandam

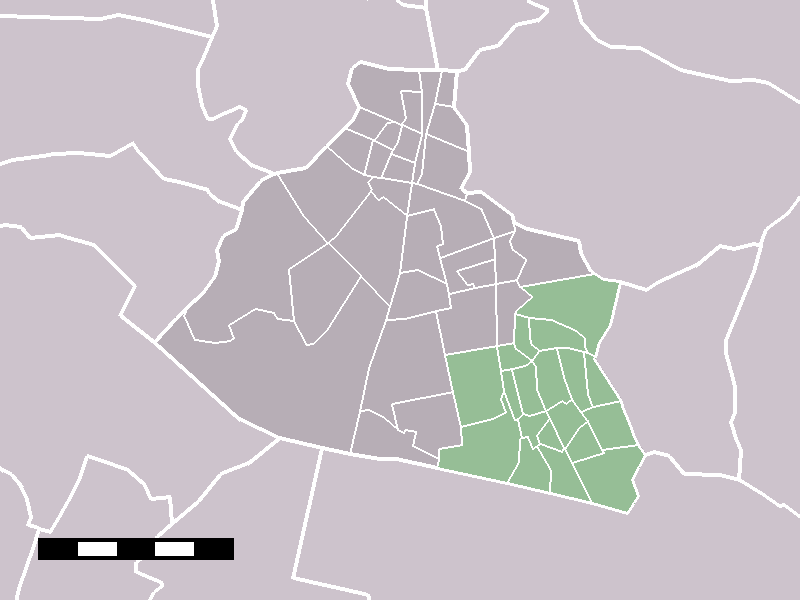
Zaandam Zaanstad közigazgatási területen

Zaandam (kiejtése: [zaːnˈdɑm]) város Zaanstad közigazgatási területen, Észak-Hollandban, Hollandiában. 1811-ben alapították, a Zaan folyó partján található, Amszterdamtól északra. A város önmaga külön közigazgatási terület volt 1974-ig, mikor Zaanstad része lett.
A Zaandam statisztikai kerület népessége 76 804 fő.

## Gazdasága
Zaandamban nyílt meg Európa első McDonald’s étterme, 1971-ben. Itt található ezek mellett az Albert Heijn áruházlánc székhelye is, amit 1887-ben a közeli Oostzaan városában alapítottak. A Verkade csokoládégyártó cég is innen származik.
Az AZ labdarúgócsapatot itt alapították 1967. május 10-én.

## Közlekedés
A városban két vasútállomás található: Zaandam és Zaandam Kogerveld.

## Híres Zaandamiak
- Johnny Rep (* 1951), labdarúgó
- Erwin Koeman (* 1961), labdarúgó
- Ronald Koeman (* 1963), labdarúgó
- Eva Simons (* 1984), énekesnő
- Oğuzhan Özyakup (* 1992), labdarúgó
- Justin Kluivert (* 1999), labdarúgó

## Fordítás
Ez a szócikk részben vagy egészben  a   Zaandam című angol Wikipédia-szócikk ezen változatának fordításán alapul.  Az eredeti cikk szerkesztőit annak laptörténete sorolja fel. Ez a jelzés csupán a megfogalmazás eredetét és a szerzői jogokat jelzi, nem szolgál a cikkben szereplő információk forrásmegjelöléseként.